# Microstigma rotundatum
Microstigma rotundatum är en trollsländeart som först beskrevs av Selys 1860.  Microstigma rotundatum ingår i släktet Microstigma och familjen Pseudostigmatidae. Inga underarter finns listade i Catalogue of Life.